# Rock Oz’Arènes

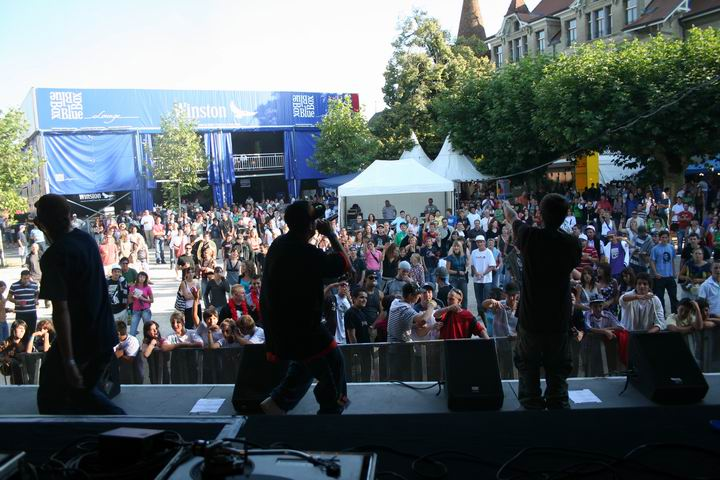
Rock Oz’Arènes Avenches 2007

Rock Oz’Arènes ist ein Musikfestival in Avenches im Distrikt Broye-Vully im Kanton Waadt in der Schweiz.
Das erste Festival wurde am 29. August 1992 veranstaltet. Damals hieß das Festival noch Arènes d'Avenches. 1993 wurde das Festival nach Rire & Rock umbenannt. Seit 1995 wird das Festival unter dem Namen Rock Oz’Arènes veranstaltet.

## Festivals
Bei der 15. Ausgabe 2005 besuchten an fünf Festivaltagen rund 32.000 Besucher das Festival. Beim 17. Festival vom 12. bis 16. August 2008 standen unter anderem Zucchero, Sinéad O’Connor, MC Solaar, Alpha Blondy und Martin Solveig auf dem Programm.
2009 fand das 18. Festival vom 12. bis zum 15. August statt. Eröffnet wurde das Festival von Status Quo. Weiterhin nahmen unter anderem Philipp Fankhauser, Roger Hodgson, Simply Red, Calexico, The Offspring, Laurent Wolf, Joachim Garraud, Madcon, Natalie Imbruglia, Kejnu und Gotthard teil. Die Bands traten auf drei Bühnen (Hauptbühne, Casinobühne und 20 Minuten Live Bühne) auf.
2010 fand das 19. Festival vom 11. bis zum 14. August statt. Mit dabei waren unter anderem Status Quo, Monster Magnet, Placebo, Gotan Project, Christophe Maé, Axelle Red, Florent Pagny und Goldfrapp. 
Im Jahr 2015 verzeichnete das Festival rund 45'000 Besucher. Zur 25. Ausgabe des Rock Oz’Arènes erschienen 2016 etwa 40'000 Gäste, Hauptact war Stephan Eicher.